# Fowler (cráter)

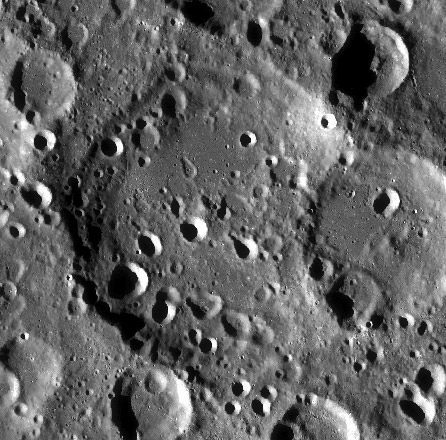
Fotografía de la misión Lunar Reconnaissance Orbiter

Fowler es un gran cráter de impacto que se encuentra en el hemisferio norte de la cara oculta de la Luna. Se encuentra al sursudoeste del cráter Esnault-Pelterie, y al norte de Gadomski. El cráter Von Zeipel recubre el lado oriental de Fowler, invadiendo su interior.
|  |

El borde exterior de este cráter se ha desgastado y redondeado por la erosión de impactos posteriores hasta que se ha convertido en poco más que una pendiente irregular hasta la depresión interior. Una serie de pequeños cráteres se encuentran a lo largo del borde y de la pared interior. Un impacto en el extremo noreste, al norte de Von Zeipel, presenta un albedo relativamente alto y está rodeado por una falda de material brillante. Esto es indicativo de un impacto relativamente reciente que no ha tenido tiempo para oscurecerse debido a la intemperie espacial.
La parte oriental del piso interior ha sido superpuesta en parte por las rampas exteriores y las eyecciones de Von Zeipel. El suelo del lado sur está marcado por un arco de pequeños impactos. El suelo del norte es más llano y está marcado solamente por algunos cráteres pequeños.

## Cráteres satélite
Por convención, estas características son identificadas en mapas lunares poniendo la letra en el lado del punto medio del cráter que está más cerca de Fowler.
|        | \| Fowler \| Coordenadas \| Diámetro \| \| ------ \| ------------------------------- \| -------- \| \| A \| 46°18′N 145°00′O / 46.3, -145.0 \| 52 km \| \| C \| 45°00′N 141°54′O / 45.0, -141.9 \| 32 km \| \| N \| 40°06′N 146°06′O / 40.1, -146.1 \| 39 km \| \| R \| 42°12′N 150°06′O / 42.2, -150.1 \| 18 km \| \| W \| 46°00′N 150°12′O / 46.0, -150.2 \| 31 km \| |          |
| Fowler | Coordenadas | Diámetro |
| A      | 46°18′N 145°00′O / 46.3, -145.0 | 52 km    |
| C      | 45°00′N 141°54′O / 45.0, -141.9 | 32 km    |
| N      | 40°06′N 146°06′O / 40.1, -146.1 | 39 km    |
| R      | 42°12′N 150°06′O / 42.2, -150.1 | 18 km    |
| W      | 46°00′N 150°12′O / 46.0, -150.2 | 31 km    |